# Загорулько Борис Терентійович
Бори́с Тере́нтійович Загору́лько (*6 жовтня 1927, м. Артемівськ — †14.04.1985, Дрогобич) — український письменник.

## Творчість
Борис Загорулько є автором низки романів та повістей:
Романи:
- «Первоцвіт»
- «Чорногора» : кн.1: Львів, «Каменяр», 1980 р., 392 с., плюс вставні кольорові іл., тверд. лакована палітурка, 30 тис.пр.(історичн.роман);
- «На семи вітрах»

Повісті
- «Анічка»
- «Вогняна саламандра»

Збірки:
- «На життєвій бистрині».